# Кабра-дал-Камп
Ка́бра-дал-Камп (кат. Cabra del Camp) — місто, розташоване в Автономній області Каталонія в Іспанії. 
Знаходиться у районі (кумарці) Ал-Камп провінції Таррагона, згідно з новою адміністративною реформою перебуватиме у складі баґарії Камп да Таррагона.

## Населення
Населення міста (у 2007 р.) становить 1 011 осіб (з них менше 14 років — 14,9%, від 15 до 64 — 68,2%, понад 65 років — 
16,8%). У 2006 р. народжуваність склала 8 осіб, смертність — 5 осіб, приріст населення склав 5
осіб. У 2001 р. активне населення становило 323 особи, з них безробітних — 34 особи. 

Серед осіб, які проживали на території міста у 2001 р., 517 осіб народилися в Каталонії (з них
271 особа у тому самому районі, або кумарці), 113 осіб приїхало з інших областей Іспанії, а 52 особи приїхало з-за кордону. 

Вищу освіту має 7 % населення. 

У 2001 р. нараховувалося 259 домогосподарств (з них 24,3% складалися з однієї особи, 30,5% з двох осіб, 15,8% з 3 осіб, 19,3% з 4 осіб, 7,7% з 5 осіб, 1,5 % з 6 осіб, 0,8% з 7 осіб, 0% з 8 осіб і 0% з 9 і більше осіб).

Активне населення міста у 2001 р. працювало у таких сферах діяльності : у сільському господарстві — 12,1%, у промисловості — 28,4%, на будівництві — 16,3% і у сфері обслуговування — 43,3%. 

 У муніципалітеті або у власному районі (кумарці) працює 124 осіб, поза районом — 201 особа. 

### Безробіття
У 2007 р. нараховувалося 35 безробітних (у 2006 р. — 27 безробітних), з них чоловіки становили 42,9%, а жінки —
57,1%.

## Економіка

### Підприємства міста

#### Промислові підприємства
| \| Промислові підприємства міста, за сферою діяльності \| Промислові підприємства міста, за сферою діяльності \| Промислові підприємства міста, за сферою діяльності \| \| Рік \| 2002 р. \| 2001 р. \| \| --------------------------------------------------- \| --------------------------------------------------- \| --------------------------------------------------- \| \| Енергетичні та водні ресурси \| 14,3% \| 14,3% \| \| Хімія та метали \| 0,0% \| 0,0% \| \| Переробка металів \| 0,0% \| 0,0% \| \| Продукти харчування \| 0,0% \| 0,0% \| \| Текстиль \| 14,3% \| 14,3% \| \| Виробництво меблів, видання \| 71,4% \| 71,4% \| \| Інше \| 0,0% \| 0,0% \| \| Усього підприємств \| 7 \| 7 \| |         |         |
| Промислові підприємства міста, за сферою діяльності |         |         |
| Рік | 2002 р. | 2001 р. |
| Енергетичні та водні ресурси | 14,3%   | 14,3%   |
| Хімія та метали | 0,0%    | 0,0%    |
| Переробка металів | 0,0%    | 0,0%    |
| Продукти харчування | 0,0%    | 0,0%    |
| Текстиль | 14,3%   | 14,3%   |
| Виробництво меблів, видання | 71,4%   | 71,4%   |
| Інше | 0,0%    | 0,0%    |
| Усього підприємств | 7       | 7       |

#### Роздрібна торгівля
| \| Підприємства роздрібної торгівлі міста, за сферою діяльності \| Підприємства роздрібної торгівлі міста, за сферою діяльності \| Підприємства роздрібної торгівлі міста, за сферою діяльності \| \| Рік \| 2002 р. \| 2001 р. \| \| ------------------------------------------------------------ \| ------------------------------------------------------------ \| ------------------------------------------------------------ \| \| Продукти харчування \| 42,9% \| 42,9% \| \| Одяг та взуття \| 0,0% \| 0,0% \| \| Товари для дому \| 0,0% \| 0,0% \| \| Книги та періодичні видання \| 0,0% \| 0,0% \| \| Промислова хімічна продукція \| 28,6% \| 28,6% \| \| Продукція, пов'язана з транспортними засобами \| 0,0% \| 0,0% \| \| Інше \| 28,6% \| 28,6% \| \| Усього підприємств \| 7 \| 7 \| |         |         |
| Підприємства роздрібної торгівлі міста, за сферою діяльності |         |         |
| Рік | 2002 р. | 2001 р. |
| Продукти харчування | 42,9%   | 42,9%   |
| Одяг та взуття | 0,0%    | 0,0%    |
| Товари для дому | 0,0%    | 0,0%    |
| Книги та періодичні видання | 0,0%    | 0,0%    |
| Промислова хімічна продукція | 28,6%   | 28,6%   |
| Продукція, пов'язана з транспортними засобами | 0,0%    | 0,0%    |
| Інше | 28,6%   | 28,6%   |
| Усього підприємств | 7       | 7       |

#### Сфера послуг
| \| Підприємства міста, що працюють у сфері послуг, за діяльністю \| Підприємства міста, що працюють у сфері послуг, за діяльністю \| Підприємства міста, що працюють у сфері послуг, за діяльністю \| \| Рік \| 2002 р. \| 2001 р. \| \| ------------------------------------------------------------- \| ------------------------------------------------------------- \| ------------------------------------------------------------- \| \| Гуртова торгівля \| 22,7% \| 23,8% \| \| Готелі та готельний бізнес \| 13,6% \| 9,5% \| \| Транспорт та зв'язок \| 31,8% \| 28,6% \| \| Посередницькі фінансові послуги \| 4,5% \| 4,8% \| \| Послуги підприємствам \| 0,0% \| 0,0% \| \| Послуги фізичним особам \| 22,7% \| 33,3% \| \| Нерухомість та ін. \| 4,5% \| 0,0% \| \| Усього підприємств \| 22 \| 21 \| |         |         |
| Підприємства міста, що працюють у сфері послуг, за діяльністю |         |         |
| Рік | 2002 р. | 2001 р. |
| Гуртова торгівля | 22,7%   | 23,8%   |
| Готелі та готельний бізнес | 13,6%   | 9,5%    |
| Транспорт та зв'язок | 31,8%   | 28,6%   |
| Посередницькі фінансові послуги | 4,5%    | 4,8%    |
| Послуги підприємствам | 0,0%    | 0,0%    |
| Послуги фізичним особам | 22,7%   | 33,3%   |
| Нерухомість та ін. | 4,5%    | 0,0%    |
| Усього підприємств | 22      | 21      |

## Житловий фонд
У 2001 р. 8,1% усіх родин (домогосподарств) мали житло метражем до 59 м², 17,8% — від 60 до 89 м², 43,2% — від 90 до 119 м² і 30,9% — понад 120 м².

З усіх будівель у 2001 р. 48,3% було одноповерховими, 40,3% — двоповерховими, 11
% — триповерховими, 0,4% — чотириповерховими.

## Автопарк
| \| Автомобілі, зареєстровані у місті, за призначенням \| Автомобілі, зареєстровані у місті, за призначенням \| Автомобілі, зареєстровані у місті, за призначенням \| \| Рік \| 2006 р. \| 2005 р. \| \| -------------------------------------------------- \| -------------------------------------------------- \| -------------------------------------------------- \| \| Приватні автомобілі \| 66,5% \| 67,9% \| \| Мотоцикли \| 7,9% \| 6,9% \| \| Вантажівки \| 22,5% \| 21,4% \| \| Трактори \| 0,1% \| 0,4% \| \| Автобуси та ін. \| 3,0% \| 3,3% \| \| Усього автомобілів \| 764 шт. \| 692 шт. \| |         |         |
| Автомобілі, зареєстровані у місті, за призначенням |         |         |
| Рік | 2006 р. | 2005 р. |
| Приватні автомобілі | 66,5%   | 67,9%   |
| Мотоцикли | 7,9%    | 6,9%    |
| Вантажівки | 22,5%   | 21,4%   |
| Трактори | 0,1%    | 0,4%    |
| Автобуси та ін. | 3,0%    | 3,3%    |
| Усього автомобілів | 764 шт. | 692 шт. |

## Вживання каталанської мови
У 2001 р. каталанську мову у місті розуміли 96,6% усього населення (у 1996 р. — 98,1%), вміли говорити нею 81,6% (у 1996 р. — 89,7%), вміли читати 74,3% (у 1996 р. — 81,5%), вміли писати 48,8 % (у 1996 р. — 51,9%). Не розуміли каталанської мови 3,4%.

## Політичні уподобання
У виборах до Парламенту Каталонії у 2006 р. взяла участь 331 особа (у 2003 р. — 373 особи). Голоси за політичні сили розподілилися таким чином:
| \| Вибори до Парламенту Каталонії \| Вибори до Парламенту Каталонії \| Вибори до Парламенту Каталонії \| \| Рік \| 2006 р. \| 2003 р. \| \| -------------------------------------- \| ------------------------------ \| ------------------------------ \| \| Конвергенція та Єднання (CiU) \| 40,8% \| 37,8% \| \| Соціалістична партія Каталонії (PSC) \| 24,5% \| 28,2% \| \| Народна партія (PP) \| 6,6% \| 7,0% \| \| Ініціатива за зелену Каталонію (IC) \| 4,2% \| 4,8% \| \| Республіканська лівиця Каталонії (ERC) \| 21,1% \| 21,7% \| \| Громадянська партія (C's) \| 0,6% \| 0,0% \| \| Інші \| 2,1% \| 0,5% \| |         |         |
| Вибори до Парламенту Каталонії |         |         |
| Рік | 2006 р. | 2003 р. |
| Конвергенція та Єднання (CiU) | 40,8%   | 37,8%   |
| Соціалістична партія Каталонії (PSC) | 24,5%   | 28,2%   |
| Народна партія (PP) | 6,6%    | 7,0%    |
| Ініціатива за зелену Каталонію (IC) | 4,2%    | 4,8%    |
| Республіканська лівиця Каталонії (ERC) | 21,1%   | 21,7%   |
| Громадянська партія (C's) | 0,6%    | 0,0%    |
| Інші | 2,1%    | 0,5%    |

У муніципальних виборах у 2007 р. взяло участь 468 осіб (у 2003 р. — 461 особа). Голоси за політичні сили розподілилися таким чином:
| \| Муніципальні вибори \| Муніципальні вибори \| Муніципальні вибори \| \| Рік \| 2007 р. \| 2003 р. \| \| -------------------------------------- \| ------------------- \| ------------------- \| \| Конвергенція та Єднання (CiU) \| 55,6% \| 36,9% \| \| Соціалістична партія Каталонії (PSC) \| 32,7% \| 22,1% \| \| Народна партія (PP) \| 1,3% \| 0,0% \| \| Ініціатива за зелену Каталонію (IC) \| 0,0% \| 0,0% \| \| Республіканська лівиця Каталонії (ERC) \| 0,0% \| 41,0% \| \| Громадянська партія (C's) \| 0,0% \| 0,0% \| \| Інші \| 10,5% \| 0,0% \| |         |         |
| Муніципальні вибори |         |         |
| Рік | 2007 р. | 2003 р. |
| Конвергенція та Єднання (CiU) | 55,6%   | 36,9%   |
| Соціалістична партія Каталонії (PSC) | 32,7%   | 22,1%   |
| Народна партія (PP) | 1,3%    | 0,0%    |
| Ініціатива за зелену Каталонію (IC) | 0,0%    | 0,0%    |
| Республіканська лівиця Каталонії (ERC) | 0,0%    | 41,0%   |
| Громадянська партія (C's) | 0,0%    | 0,0%    |
| Інші | 10,5%   | 0,0%    |